# Bataille de l'Auberge-neuve
Chouannerie
Batailles
- Liffré
- 1re Argentré
- Expédition de Quiberon
- Plouharnel
- Quiberon
- Segré
- 1er Rocher de La Piochais
- La Ceriseraie
- La Cornuaille
- 1re La Croix-Avranchin
- La Vieuville
- Boucéel
- 1re Saint-James
- 2e Rocher de La Piochais
- 2e La Croix-Avranchin
- Auverné
- Andigné
- Croix-Couverte
- Tinchebray
- L'Auberge-neuve
- Locminé
- Saint-Hilaire-des-Landes
- Val de Préaux
- Le Grand-Celland
- 2e Argentré
- Noyant-la-Gravoyère
- La Hennerie
- Saint-Aubin-du-Cormier
- Le Mans
- Nantes
- Saint-Brieuc
- Le Lorey
- Mont-Guéhenno
- La Tour d'Elven
- 2e Saint-James
- Les Tombettes
- Pont du Loc'h

La bataille de l'Auberge-Neuve a lieu le 7 avril 1796 lors de la Chouannerie normande.

## La bataille
Le 7 avril 1796, Louis de Frotté commandant des Chouans de Normandie quitte Ambrières-les-Vallées à la tête de 1 500 hommes, Normands et Mainiots, pour se rendre à son quartier général de Montreuil-Poulay. En chemin, une partie de ses forces commandées par Saint-Paul est attaquée près de Champéon par des soldats républicains de la garnison du camp de l'Auberge-Neuve (commune du Ribay). Le combat tourne à l'avantage des Chouans et les Républicains doivent se replier et se réfugier dans leur fort.
Saint-Paul est ensuite rejoint par Frotté avec le reste de son armée. Les Chouans risquent cependant d'être tenus en échec, étant dépourvus de canons. Frotté décide alors de lancer l'assaut mais il en est dissuadé par Billard de Veaux; les Chouans renoncent et se replient sur Champéon. Mais alors que Billard de Veaux et Martial de Mandat protègent la retraite de l'armée avec des déserteurs républicains, un détachement de Chouans du pays d'Ambrières-les-Vallées est attaqué par des renforts républicains et doit se replier à cause du manque de cartouches. Billard rallie alors les Mainiots qui sont sous ses ordres et fait distribuer de nouvelles cartouches. Les Chouans se retranchent alors derrière un ruisseau et opposent une longue fusillade aux soldats républicains.
Dès l'instant où les Chouans aperçoivent une nouvelle colonne républicaine arrivant en renfort, Mandat ordonne à ses hommes de charger à la baïonnette avant que ces deux forces ne fassent leur jonction. Le combat s'engage au corps à corps et les Chouans finissent par avoir l'avantage : les Républicains doivent battre en retraite.